# Řád za zásluhy (Středoafrická republika)
Řád za zásluhy (francouzsky: Ordre du Mérite Centrafricain) je nejvyšší civilní vyznamenání Středoafrické republiky. Byl založen v roce 1959 a udílen je za zásluhy v humanitární, ekonomické a sociální oblasti. Velmistrem řádu je prezident republiky, který během svého funkčního období má právo nosit řádový řetěz. Řád je udílen jednou ročně vždy na národní den republiky 1. prosince.

## Historie
Řád byl založen dne 20. června 1959 prezidentem Davidem Dackem ve čtyřech třídách. Účelem řádu bylo oceňovat občany Středoafrické republiky i cizí státní příslušníky za zásluhy v humanitární, ekonomické a sociální oblasti. Dne 13. října 1961 byla přidána třída velkodůstojníka. Vzhledem se tento řád podobá Řádu Černé hvězdy, který byl řadu let udílen ve střední Africe francouzskou koloniální správou.

## Insignie
Řádový odznak má tvar bíle smaltovaného maltézského kříže s černě smaltovaným lemováním. Cípy jsou na okrajích lemovaný zlatě a jsou zakončeny zlatými kuličkami. Kříž je položen na smaltovaný věnec z olivových ratolestí. Uprostřed kříže je kulatý medailon lemovaný modře smaltovaným kruhem. Uvnitř černě smaltovaného medailonu je zlatá pěticípá hvězda. Ke stuze je připojen smaltovaným věncem z olivových ratolestí. Zadní strana odznaku se podobá přední s výjimkou středového medailonu, ve kterém je zlatými číslicemi uveden rok založení řádu 1959. V kruhu lemujícím medailon je v horní části nápis MERITE, ve spodní části nápis CENTRAFRICAIN.
Řádová hvězda má téměř kruhový tvar. Má podobu maltézského kříže stejného vzhledu jako je řádový odznak, který však není položen na věnci, ale ramena kříže jsou spojena paprsky vybíhajícími ze středu hvězdy.
Stuha je z hedvábného moaré červené barvy s úzkým modrým a bílým pruhem nalevo a zeleným a žlutým pruhem napravo.
Insignie mají stejnou podobu jak pro civilisty tak pro vojáky.

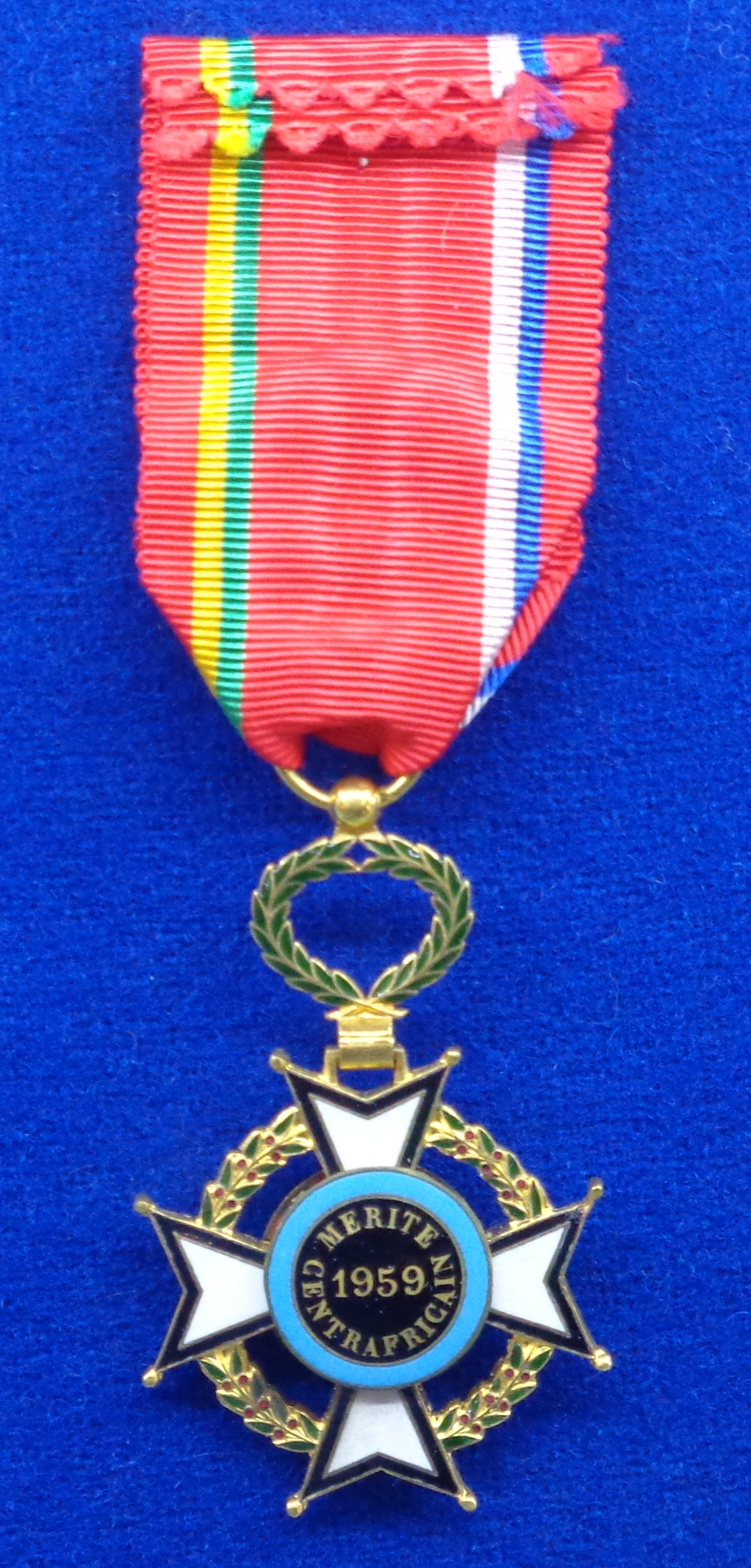
Řád za zásluhy ve třídě důstojníka, zadní strana

## Třídy
Řád je udílen v pěti řádných a v jedné speciální třídě:
- řetěz – Má právo nosit pouze úřadující prezident republiky.
- velkokříž – Řádový odznak se nosí na široké stuze spadající z pravého ramene na protilehlý bok. Zlatá řádová hvězda se nosí nalevo na hrudi.
- velkodůstojník – Řádový odznak se nosí na hrudi na stuze s rozetou. Stříbrná řádová hvězda se nosí napravo na hrudi.
- komtur – Řádový odznak se nosí na stuze těsně kolem krku. Řádová hvězda k této třídě již nenáleží.
- důstojník – Zlatý řádový odznak se nosí zavěšený na stuze s rozetou nalevo na hrudi.
- rytíř – Stříbrný řádový odznak se nosí zavěšený na stuze bez rozety nalevo na hrudi.

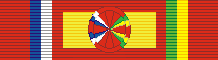
velkokříž
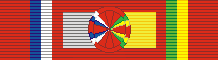
velkodůstojník
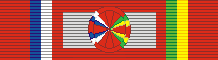
komtur
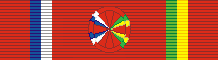
důstojník
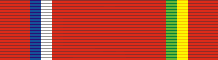
rytíř